# Ги Верхофстат
Ги Верхофстат (на нидерландски: Guy Verhofstadt, Нидерландски: [ˈɣiː vərˈɦɔfstɑt]  ( чуйте)) е белгийски политик. Председател е на групата на Алианса на либералите и демократите за Европа в ЕП, евродепутат от Белгия от 2009 година. Министър-председател на Белгия от 12 юли 1999 до 20 март 2008 г. През 1982 г. става председател на Партията за свобода и прогрес (от 1991 г. Фламандски либерали и демократи).

## Произход и образование
Ги Верхофстат е роден през 1953 г. в Дендермонде. Докато следва право в Гентския университет, той става председател на Фламандския либерален студентски съюз (1972 – 1974 г.). През 1977 г. става секретар на Вили Де Клерк, по това време председател на Партията за свобода и прогрес. През 1982 г., едва на 29 години, самият той оглавява партията. През 1985 г. е избран в Камарата на депутатите и става вицепремиер и министър на бюджета, научната политика и планирането в шестия кабинет на Вилфрид Мартенс. Заради своите икономически възгледи и младежката си възраст Верхофстат получава прякора „Бейби Тачър“.
След като е отстранен от кабинета през 1987 г., Ги Верхофстат преминава в опозиция. След неуспешен опит да състави правителство в края на 1991 г., той преобразува PVV във Фламандски либерали и демократи (VLD). Новосъздадената партия привлича много политици от други партии, най-вече от Народния съюз и Християнската народна партия. Въпреки това VLD не успява да отстрани християндемократите от управлението. Верхофстат подава оставка и се оттегля от политическата сцена до 1997, когато отново оглавява партията. Той постепенно се отдръпва от неолиберализма и заема по-центристки позиции.

## Първо правителство
Донякъде вследствие на скандала със сигурността на храните, започнал в навечерието на изборите през 1999 г., VLD става най-силната партия в страната, получавайки повече от 22% от гласовете във Фландрия. Верхофстат бързо образува коалиция със социалистите и зелените от Фландрия и с франкофонските съответствия на тези партии от Брюксел и Валония („симетрична коалиция“). Той е назначен за министър-председател на 12 юли 1999 г. Кабинетът му е първият в Белгия без участие на християндемократите след 1958 г. и първият с участие на зелените.
Икономическото положение дава възможност на Ги Верхофстат да повиши социалните плащания и да намали данъците. След 2001 г. стопанската конюнктура се влошава. Въпреки усилията да се повиши растежът на икономиката, като се запази системата на социално осигуряване, безработицата нараства (след спад при втория кабинет на Жан-Люк Деан).
Въпреки съпротивата на коалиционните партньори, Верхофстат и VLD се противопоставят на даването на право на глас на жителите с гражданство извън Европейския съюз. В замяна на това е либерализирана процедурата по получаване на белгийско гражданство.
В навечерието на Иракската криза през 2003 г. Белгия се присъединява към Франция, Германия и Русия в противопоставянето им на войната.

## Второ правителство
След изборите през 2003 Верхофстат съставя втория си кабинет – без участието на зелените, които практически изчезват от сцената. Поради близкия резултат на либерали и социалисти, съставянето на правителството се забавя необичайно дълго и то полага клетва на 12 юли 2003 г.
На фламандските регионални избори през 2004 VLD губи гласове, отстъпвайки на трето място в региона. Въпреки че това няма пряко отражение върху националното правителство, появяват се слухове, че в него ще бъдат включени християндемократите. Верхофстат е сред предлаганите за наследник на Романо Проди начело на Европейската комисия, но кандидатурата му е отхвърлена от коалиция, водена от Тони Блеър и Силвио Берлускони.
През следващите месеци Верхофстат се сблъсква с поредица вътрешни скандали, които едва не довеждат до правителствена криза. Сред тях са въпросът с инвестициите на DHL на Летище Брюксел и разделянето на избирателния район Брюксел-Хале-Вилворде.
|  | Тази страница частично или изцяло представлява превод на страницата Guy Verhofstadt в Уикипедия на английски. Оригиналният текст, както и този превод, са защитени от Лиценза „Криейтив Комънс – Признание – Споделяне на споделеното“, а за съдържание, създадено преди юни 2009 година – от Лиценза за свободна документация на ГНУ. Прегледайте историята на редакциите на оригиналната страница, както и на преводната страница, за да видите списъка на съавторите. ВАЖНО: Този шаблон се отнася единствено до авторските права върху съдържанието на статията. Добавянето му не отменя изискването да се посочват конкретни източници на твърденията, които да бъдат благонадеждни. |